# Colburn (hrabstwo Chippewa)
Colburn – miasto w Stanach Zjednoczonych, w stanie Wisconsin, w hrabstwie Chippewa.